# Siegfried Wolf
Siegfried Wolf (Bernsbach, 5 gennaio 1926 – 16 luglio 2017) è stato un calciatore tedesco orientale, di ruolo difensore.